# Balsja
Balsja (bulgariska: Балша) är ett distrikt i Bulgarien.   Det ligger i kommunen Stolitjna Obsjtina och regionen Sofija-grad, i den västra delen av landet, 18 kilometer norr om huvudstaden Sofia.
Runt Balsja är det i huvudsak tätbebyggt. Runt Balsja är det tätbefolkat, med 849 invånare per kvadratkilometer.